# London Blitz
Pour les articles homonymes, voir Blitz (homonymie).
London Blitz est un club anglais de football américain basé à Londres. Le club fut fondé en 1995 par fusion des Ealing Eagles (fondés en 1984) et des Woking Generals (fondés en 1988). Le Blitz dispute ses matchs à domicile au Finsbury Park Stadium. Son nom est en hommage au Blitz contre Londres en 1940.
London Blitz n'avait jamais pris part à une finale nationale avant 2006. Ils combleront cette lacune le 23 septembre 2006 en affrontant les London Olympians à l'occasion du BSL Bowl IX dans un choc londonien.

## Palmarès
- Championnat du Royaume-Uni de football américain
  - Champions : 2007, 2009, 2010
  - Vice-champions : 2006, 2008

- EFAF cup
  - Vainqueur : 2011